# Mwansabombwe
Mwansabombwe – miasto w północno-wschodniej Zambii, w Prowincji Luapula. Według danych szacunkowych na rok 2010 liczyło 10 801 mieszkańców.